# Zea perennis
El teosinte perenne (Zea perennis), una de las especies conocidas como teocintle o teosinte, es una especie y su subespecie del género Zea L. 1753, hallada en México, Guatemala y Nicaragua. 

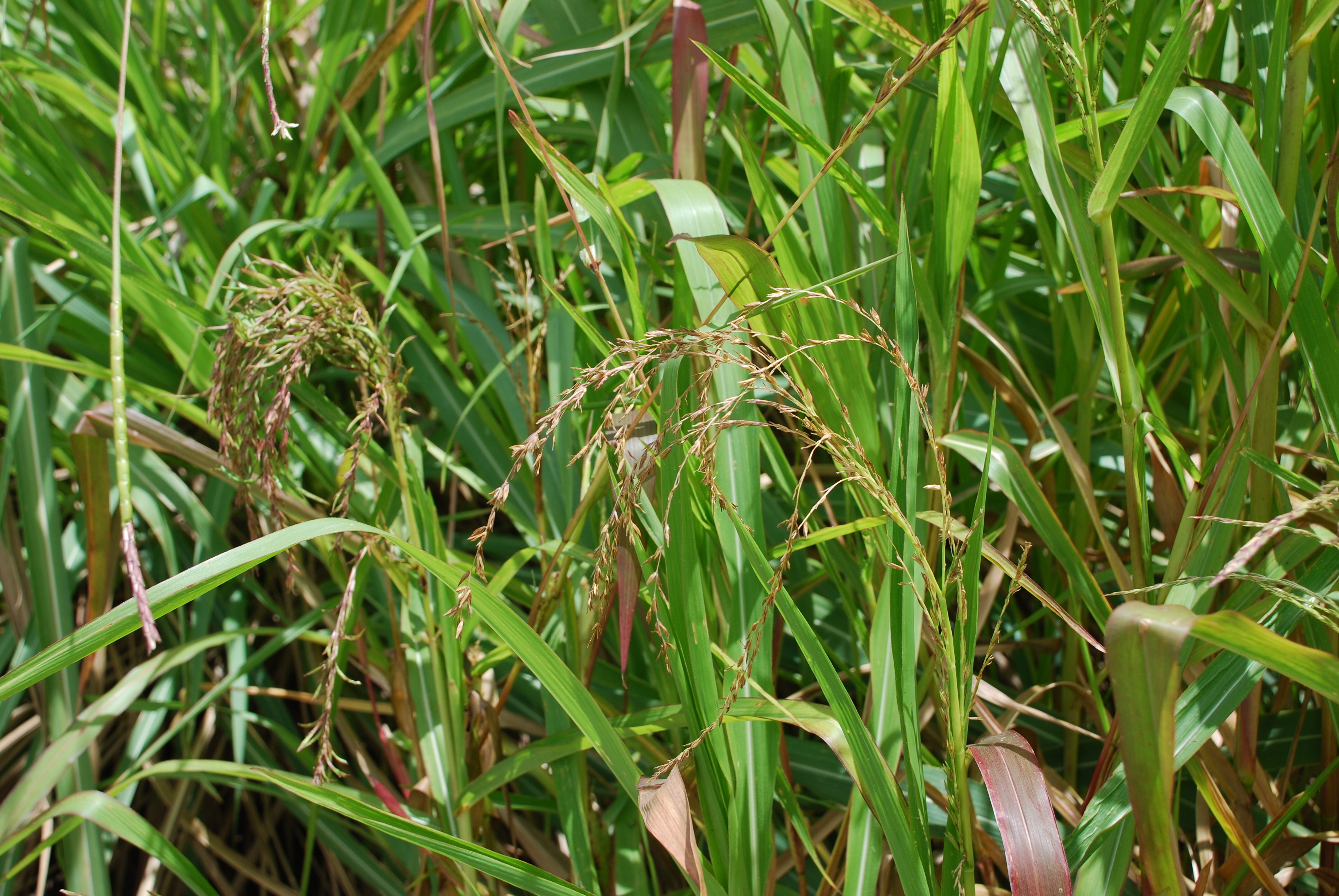
Detalle de las inflorescencias masculinas.

Como se esperaba, el teosinte guarda fuertes semejanzas con el maíz, notablemente su morfología de espigas hembra (inflorescencia femenina). Y el teosinte se distingue del maíz más obviamente por sus numerosas cañas que portan pequeños racimos de inflorescencias femeninas. Esas espigas maduran para formar dos hileras de granos con cinco a diez segmentos triangulares o trapezoidales, negros o pardos desarticulados, cada uno con una semilla. 
Cada cariopse está cerrado por una muy fuerte membrana, consistente en una cúpula o depresión en el raquis y una gluma inferior. Esta protección es tan fuerte que supera los procesos digestivos de los rumiantes que se alimentan de forraje de teosinte, ayudando a la dispersión de semillas. La semilla de teosinte exhibe alguna resistencia a germinar, pero rápidamente puede efectuarse la germinación tratada con una disolución diluida de peróxido de hidrógeno (agua oxigenada). 
En Nicaragua, el teosinte crece muy cerca de los campos de cultivo de maíz, proveyendo de oportunidades para la introgresión entre teosinte y maíz. Aunque la tasa de intercambio de genes es muy baja, algunas poblaciones de Zea mays mexicana despliegan Mimetismo vaviloviano con el maíz cultivado, debido a una presión de selección. 
En algunas áreas de México, el teosintle es visto por los productores de maíz como una maleza perjudicial, mientras en otras pequeñas áreas la ven como una planta benéfica, y tratan de que exista introgresión con el maíz. 
El teosinte fue un componente crítico en la evolución del maíz, pero las opiniones varían acerca de cómo se realizó. De acuerdo con los modelos de evolución más aceptados, el cultivo se derivó directamente de Zea mays parviglumis por selección de mutaciones, proviniendo el 12 % de su genoma de Zea mays mexicana a través de introgresión.  
Otro modelo propone que hubo una etapa intermedia con un maíz silvestre y que este fue el domesticado, para luego ser distribuido en el centro y este de México. Ese cultigen hibridado con Z. luxurians o con Z. diploperennis resultó en una explosión de diversidad genética del maíz, con formas de espigas masculinas y femeninas, y capacidad para adaptarse a nuevos hábitats, e incrementos de rendimientos. 
Un tercer modelo sugiere que los primeros maíces resultaron de un cruzamiento entre Z. diploperennis y una especie de Tripsacum; esta teoría es la menos explicativa.